# Rana anlungensis
Rana anlungensis é uma espécie de anfíbio anuro pertencente ao género Rana. Endêmica da China.